# 1876年アメリカ合衆国大統領選挙
1876年アメリカ合衆国大統領選挙（1876ねんアメリカがっしゅうこくだいとうりょうせんきょ、英語: United States presidential election, 1876）は、1876年11月7日に行われたアメリカ合衆国大統領選挙（第23回）。アメリカの歴史の中でも最も議論を呼び、白熱した大統領選挙の一つとなった。
ニューヨーク州出身のサミュエル・ティルデンが一般選挙でラザフォード・ヘイズを破り、選挙人投票でも184票を獲得してヘイズの165票を上回ったが、まだ集計されていない票が20票あった。この20票が論争となった。3つの州（フロリダ州、ルイジアナ州およびサウスカロライナ州）で、それぞれの党がその候補の勝利を報告し、またオレゴン州の選挙人1人は違法（「選挙されたかあるいは指名されたか」という根拠で）と宣言され交代させられた。これらの票は激しい選挙人の議論の後で最終的にヘイズの得票とされた。
多くの歴史家達はある非公式の取り引きが論争を収めるために使われたと信じている。南部がヘイズの当選を黙認する代わりに、共和党は南部から連邦軍が引き上げることに同意し、レコンストラクションを実質的に終わらせたということである。この取引は1877年の妥協と呼ばれた。この妥協でアフリカ系アメリカ人は実質的に政府の権力から排除された。妥協から間もなく、アフリカ系アメリカ人は人頭税や祖父条項によって投票権を奪われた。

## 候補者の指名

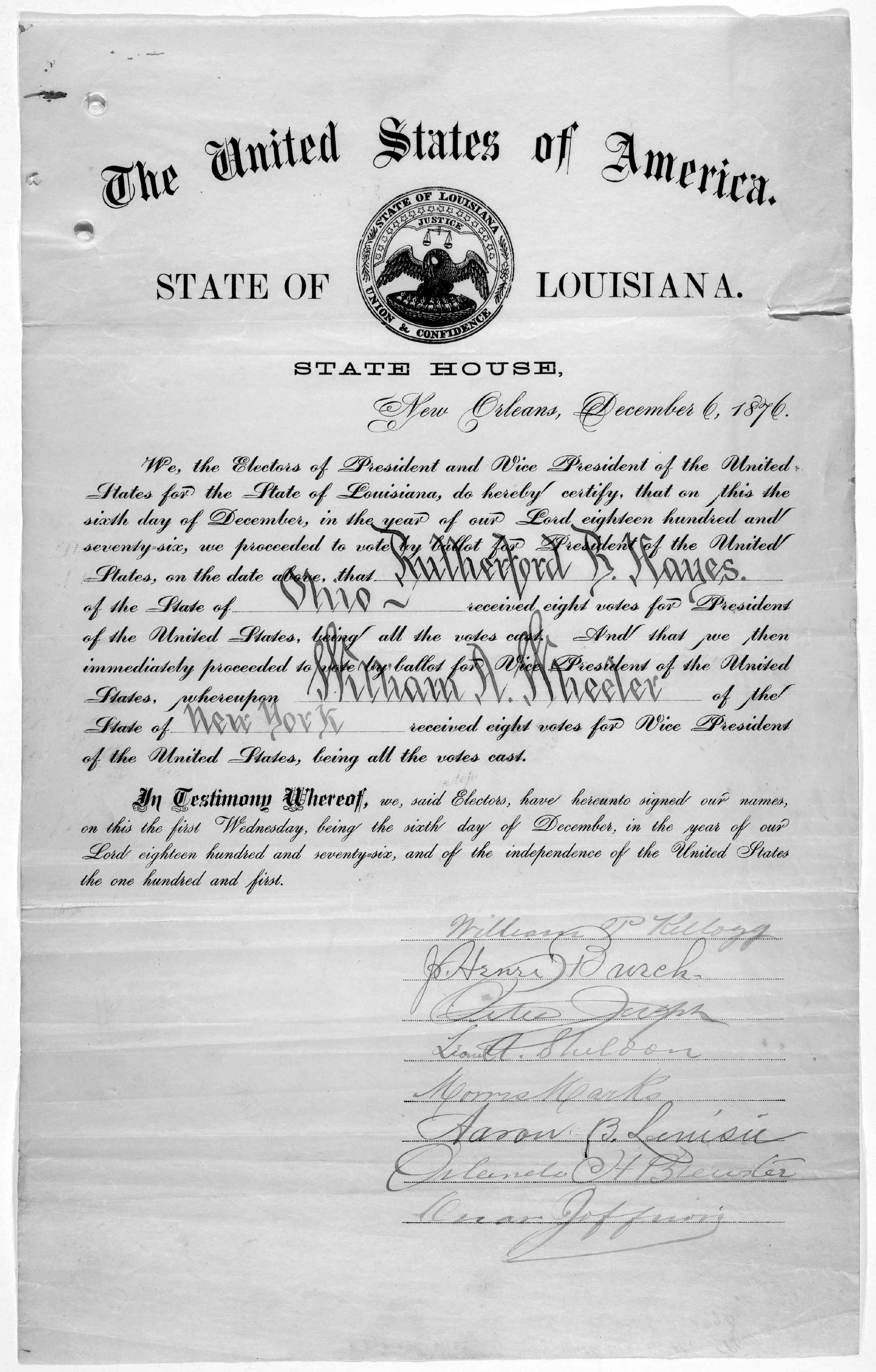
ルイジアナ州が発行したヘイズとウィーラーに対する選挙人票の証明書

### 共和党の指名

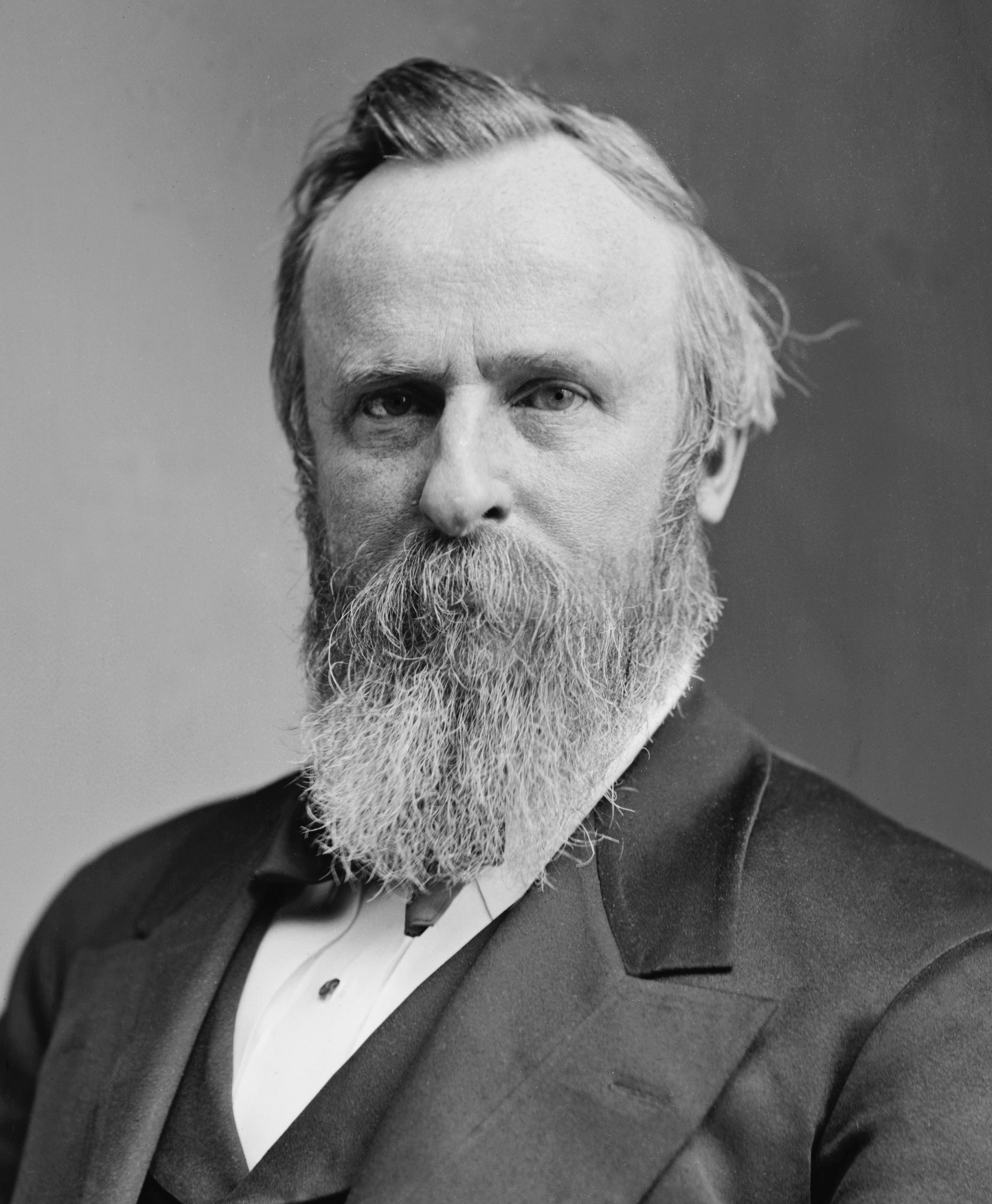
ラザフォード・ヘイズ、オハイオ州知事
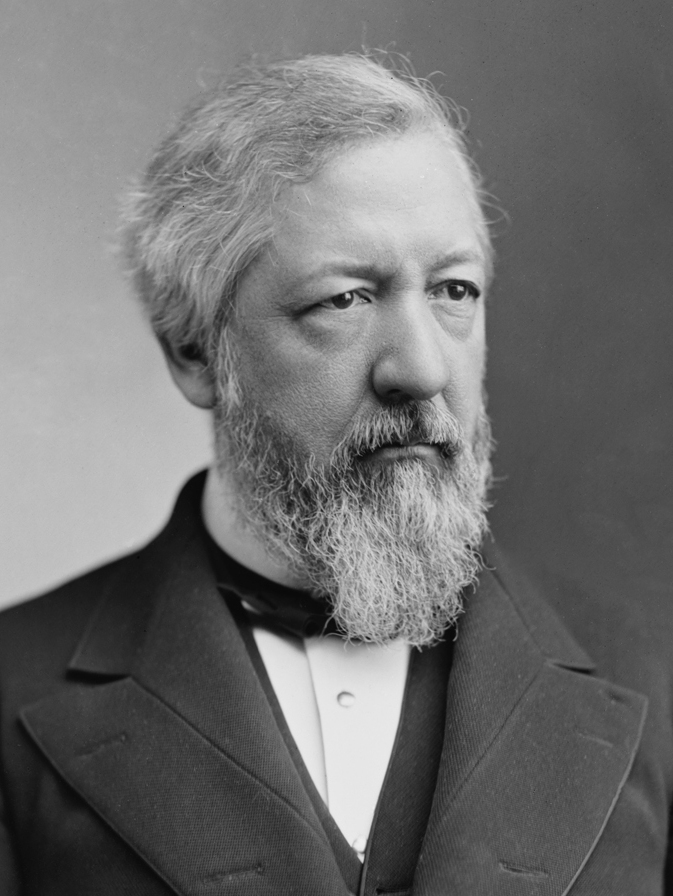
ジェイムズ・G・ブレインメイン州選出下院議員
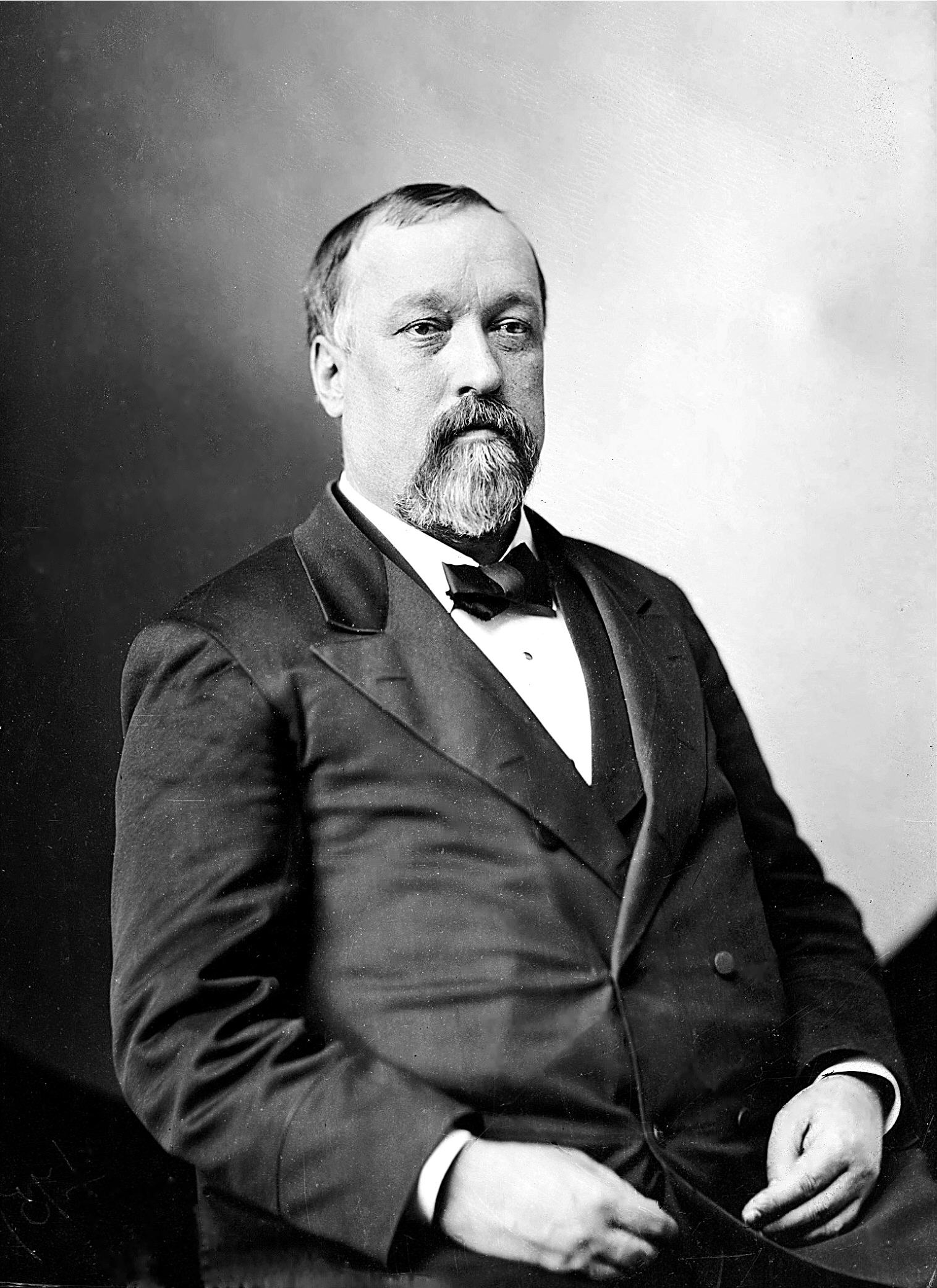
ベンジャミン・ブリストウ、財務長官
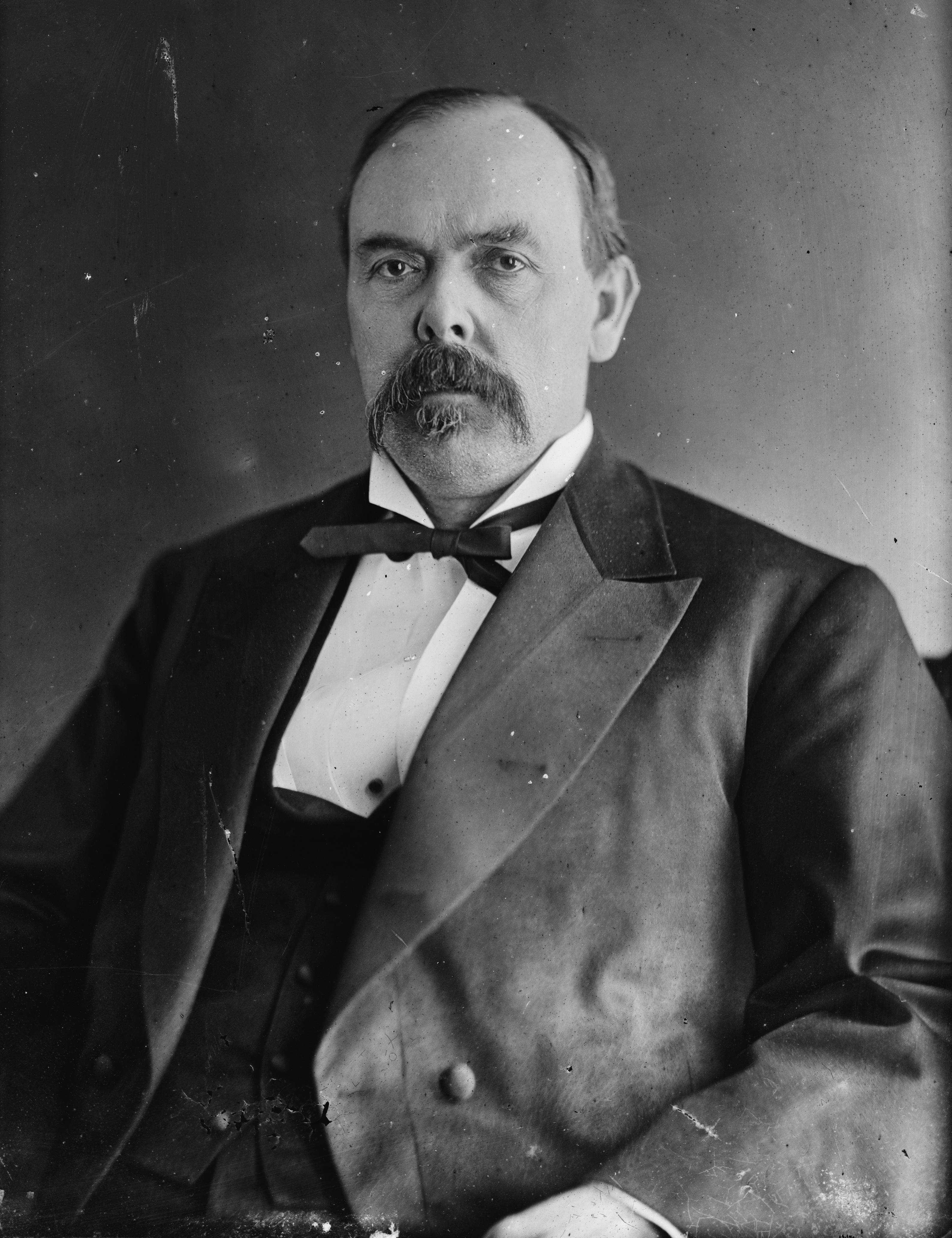
オリヴァー・P・モートン、インディアナ州選出上院議員
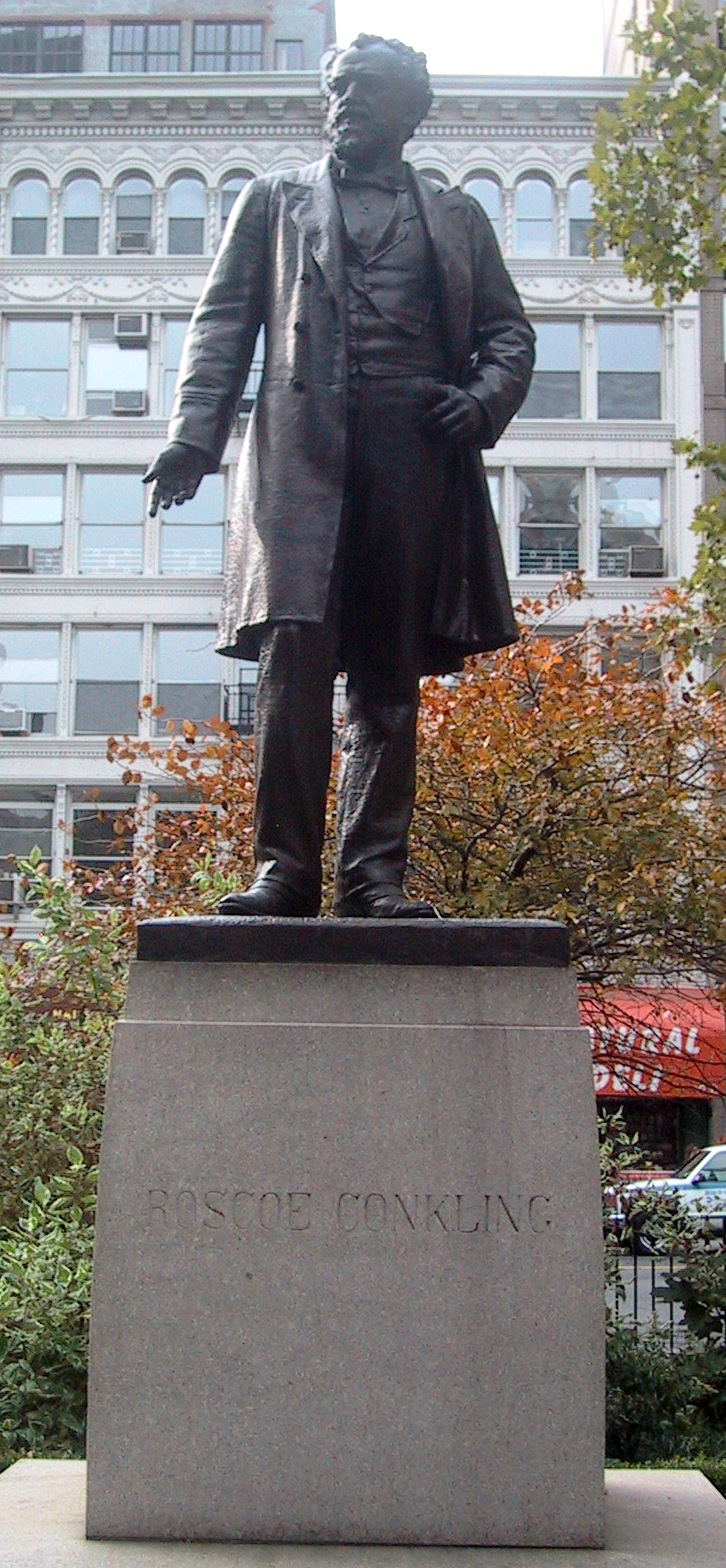
ロスコー・コンクリング、ニューヨーク州選出上院議員

1876年6月14日にシンシナティで第6回共和党全国大会が開催されたとき、メイン州出身のジェイムズ・G・ブレインが大統領候補に指名されると考えられた。第1回目の投票でブレインは過半数にちょうど100票足りなかった。多くの共和党員がブレインでは一般投票に勝てないことを恐れたので、2回目の投票からはブレインの票が減り始めた。反ブレインの代議員は6回目の投票でブレイン票が41%に達するまで一人の候補者にまとまらなかった。改革派共和党の指導者は代わりの候補者に個人的に会い検討を重ねた。選ばれたのはオハイオ州の改革派知事ラザフォード・ヘイズであった。7回目の投票で、ヘイズは384票を獲得して351票のブレイン、21票のベンジャミン・ブリストウを抑え、指名された。ニューヨーク州出身のウィリアム・A・ウィーラーが、主要なライバルであり、後にこの選挙の論争に決着を付ける選挙委員会の一員を務めたフレデリック・セオドア・フリーリングハイゼンを大差（366票対89票）で抑えて副大統領候補に指名された。

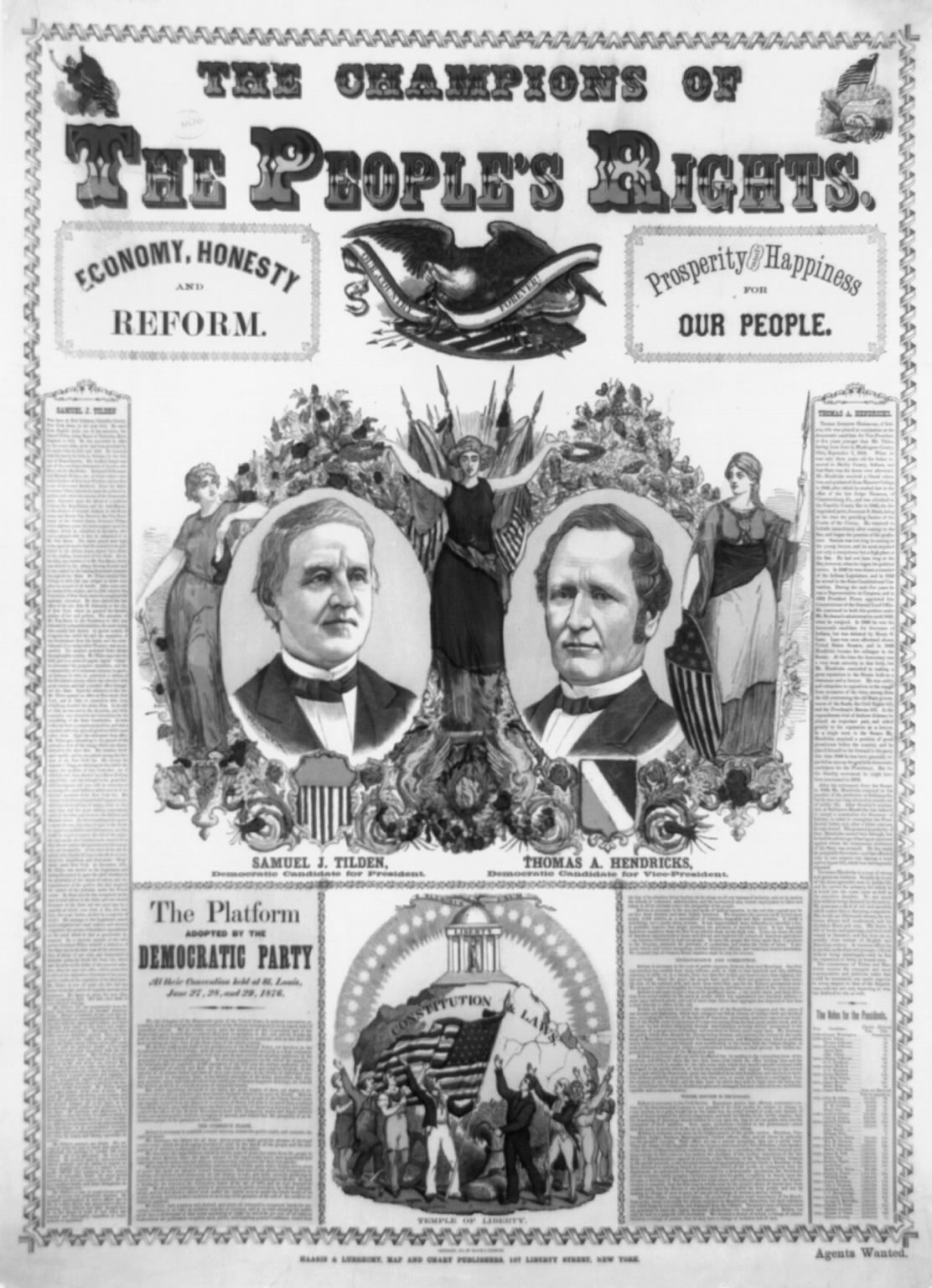
ティルデンとヘンドリックスの選挙ポスター

### 民主党の指名

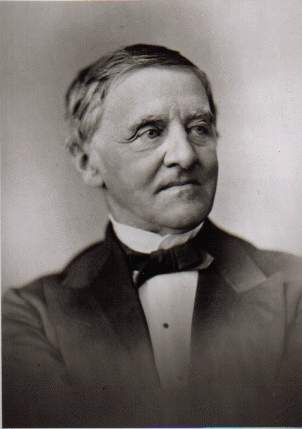
サミュエル・ティルデン、ニューヨーク州知事
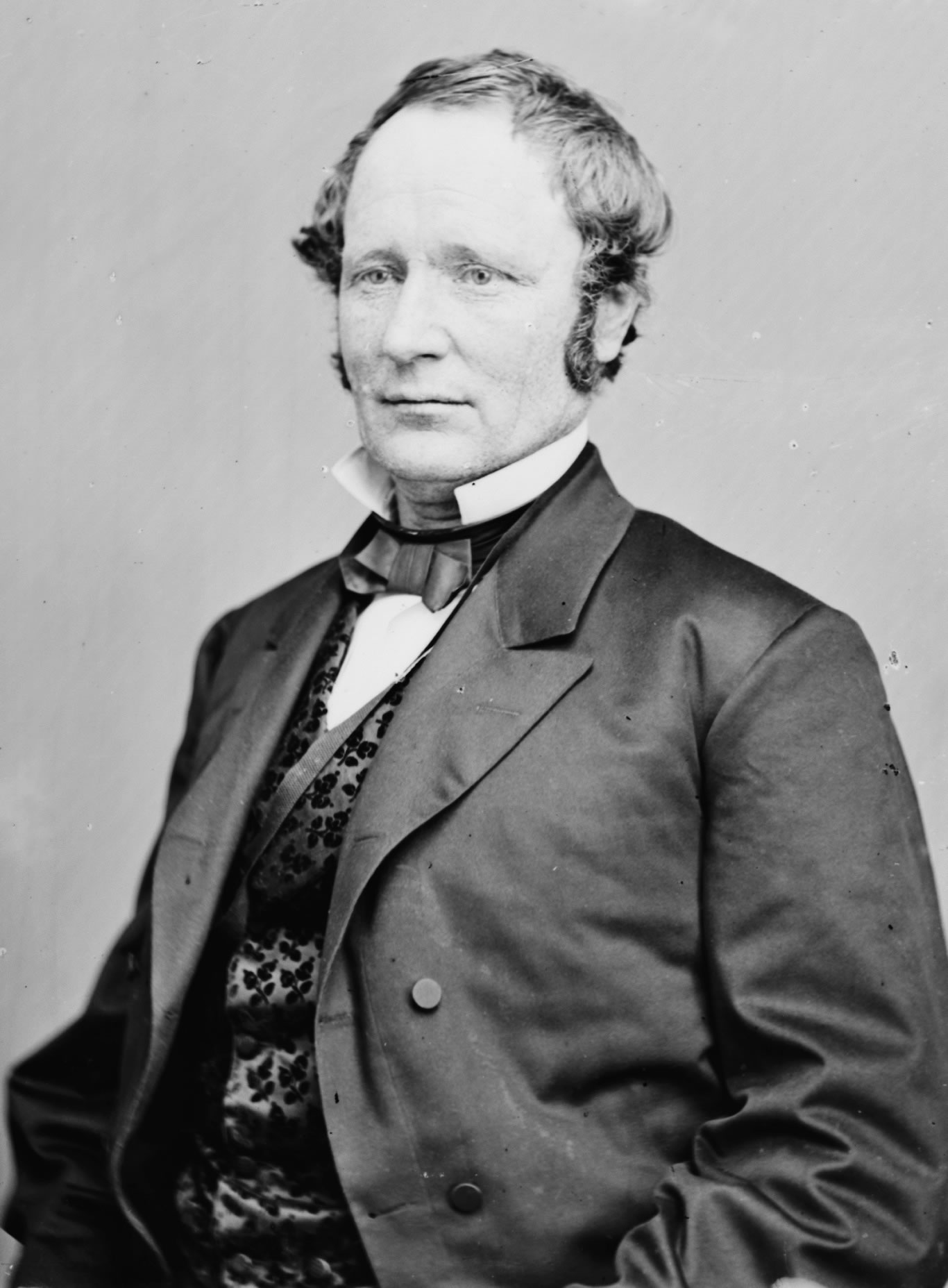
トーマス・A・ヘンドリックス、インディアナ州知事
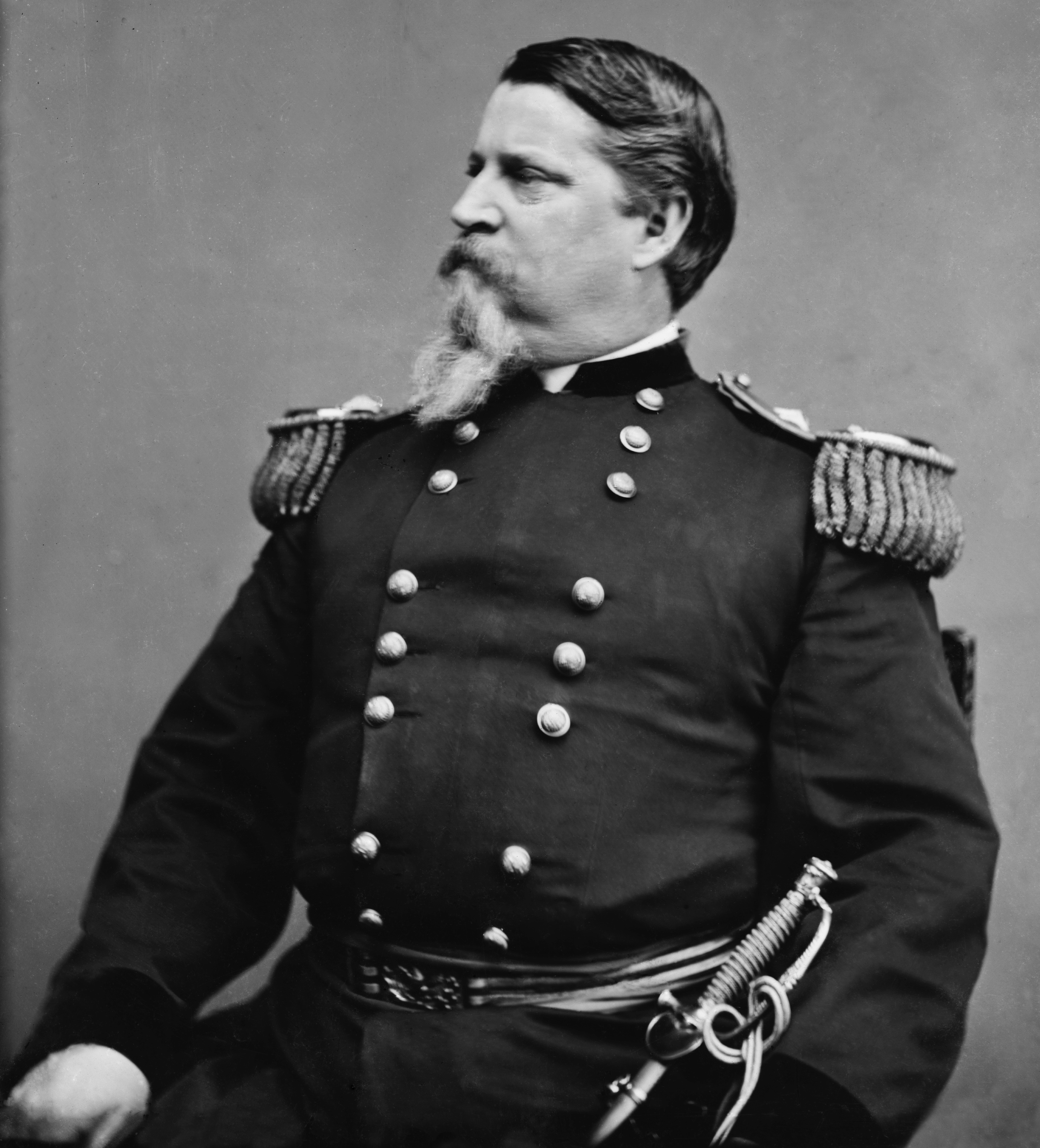
ウィンフィールド・スコット・ハンコック、アメリカ陸軍少将・ペンシルベニア州出身

第12回民主党全国大会は共和党大会で結論の出る9日前にセントルイスで開催された。3人の指名候補、ニューヨーク州知事でブルボン民主党のサミュエル・ティルデン、インディアナ州知事のトーマス・A・ヘンドリックスおよび北軍の将軍でペンシルベニア州出身のウィンフィールド・スコット・ハンコックが出て始まった。ティルデンは第1回の投票でリードしたが、ニューヨークのタマニーホールの指導者ジョン・ケリーが強く反対した。ケリーの反対は十分ではなくて指名を止められず、ティルデンが2回目の投票で指名された。トーマス・A・ヘンドリックスはティルデンの副大統領候補に指名された。

### グリーンバック党の指名

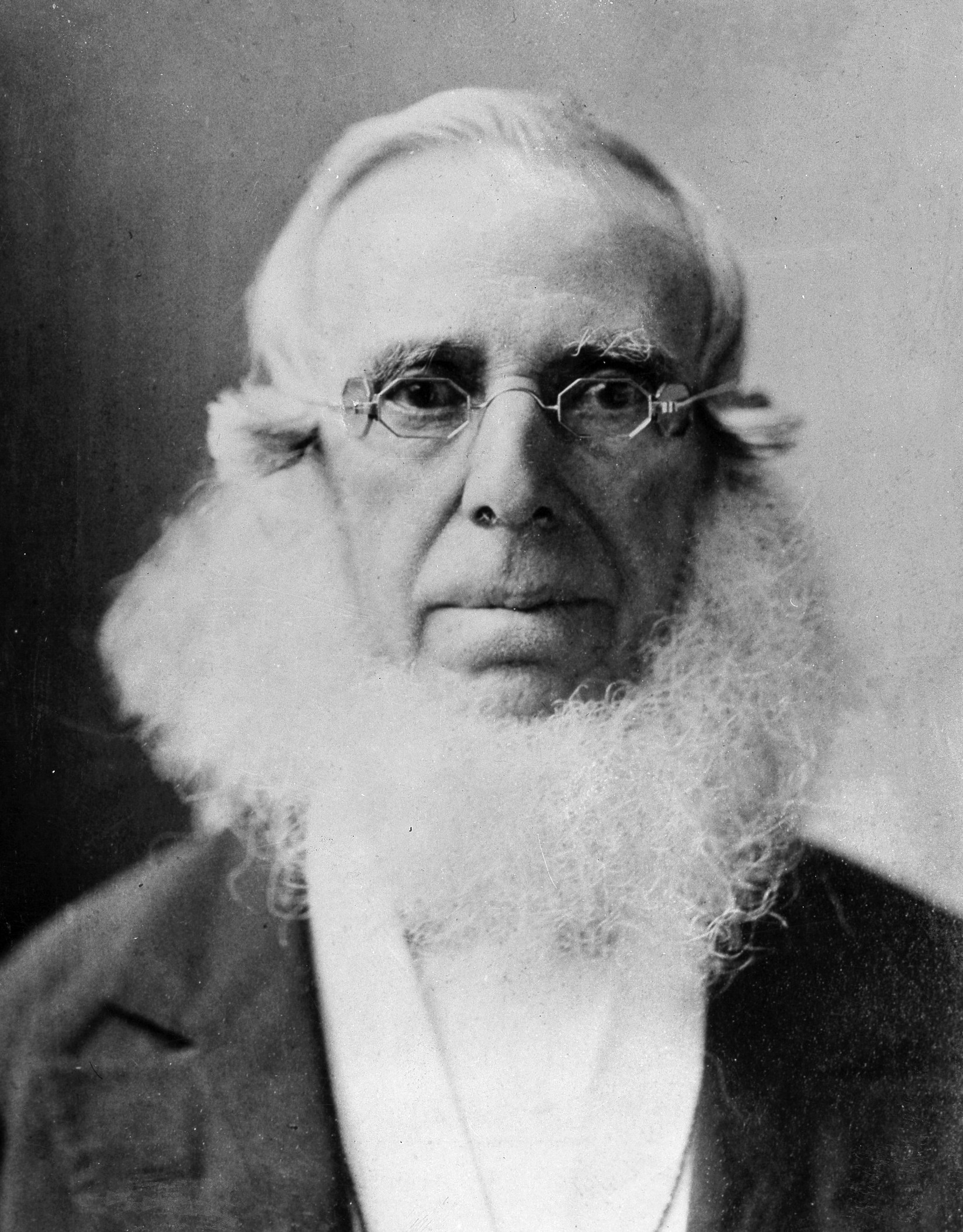
ピーター・クーパー、慈善事業家
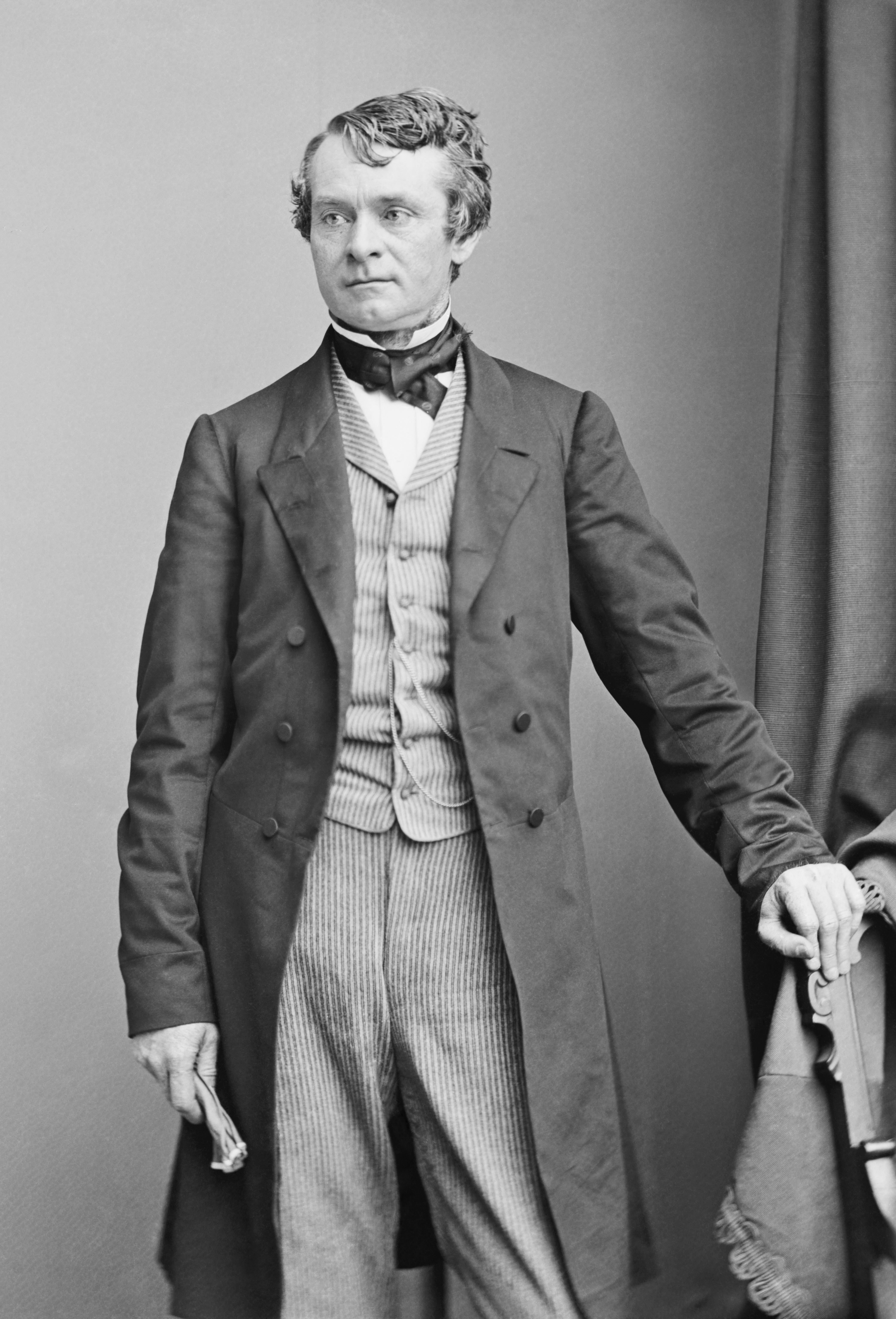
アンドリュー・カーテン、元ペンシルバニア州知事
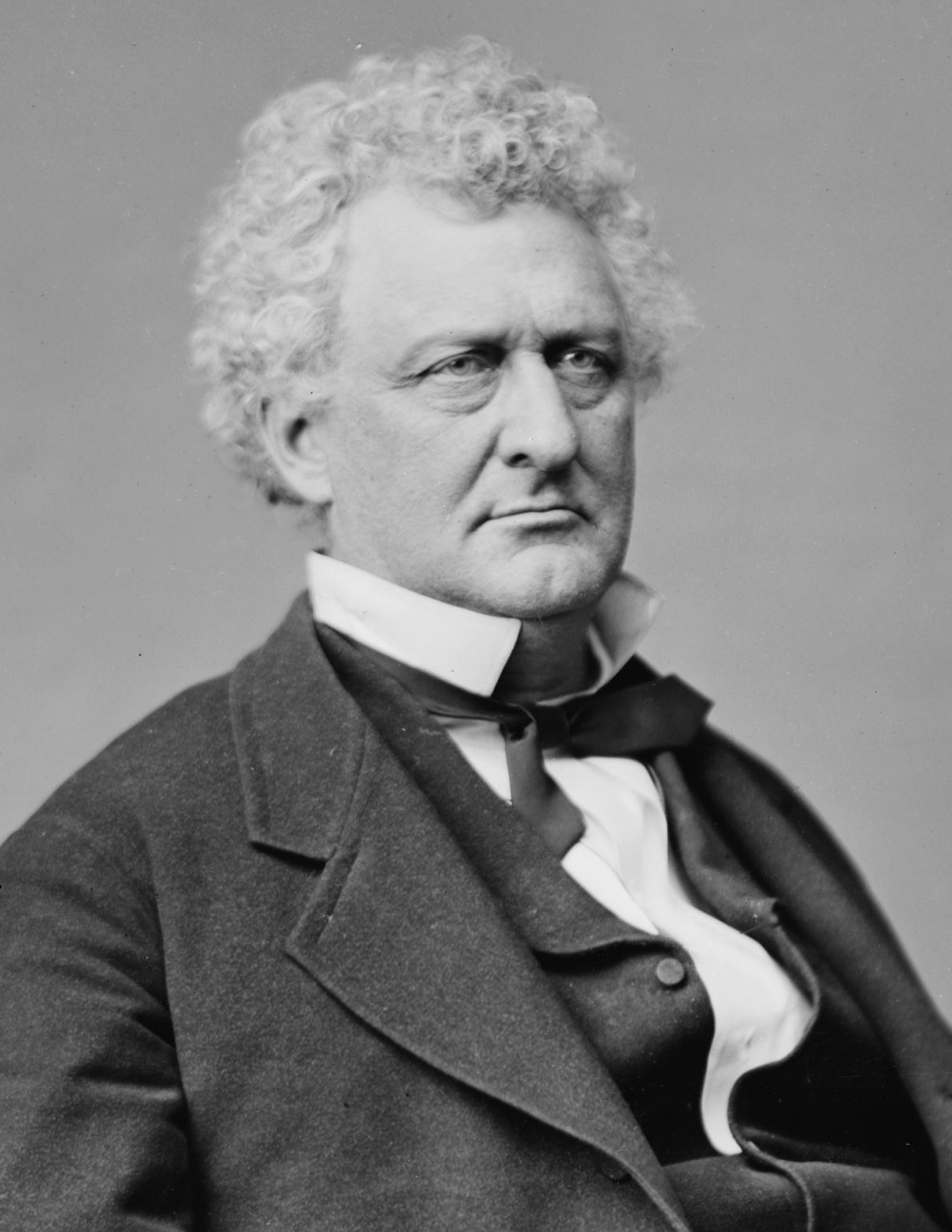
ウィリアム・アレン、元オハイオ州知事

グリーンバック党は1874年にインディアナポリスで農民の利益のために作られた政党であり、緑背紙幣と呼ばれる紙幣を大量に発行して、経済を膨張させるよう連邦政府に提案していた。その第1回の全国指名集会は1876年の春にインディアナポリスで開催された。ピーター・クーパーが他の3人の指名候補に対して352票対119票という結果で大統領候補に指名された。反モノポリを謳うカリフォルニア州選出の上院議員ニュートン・ブースが副大統領候補に指名された。ブースが出馬を辞退したので、全国委員会はその代役としてサミュエル・F・ケアリーを選んだ。

### その他の政党
禁酒党は2回目の全国党大会でグリーン・クレイ・スミスを大統領候補に、ギデオン・T・ステュアートを副大統領候補に指名した。アメリカ国民党はジェイムズ・A・ウォーカーとドナルド・カークパトリックの組み合わせを指名した。

## 一般選挙

### 選挙運動

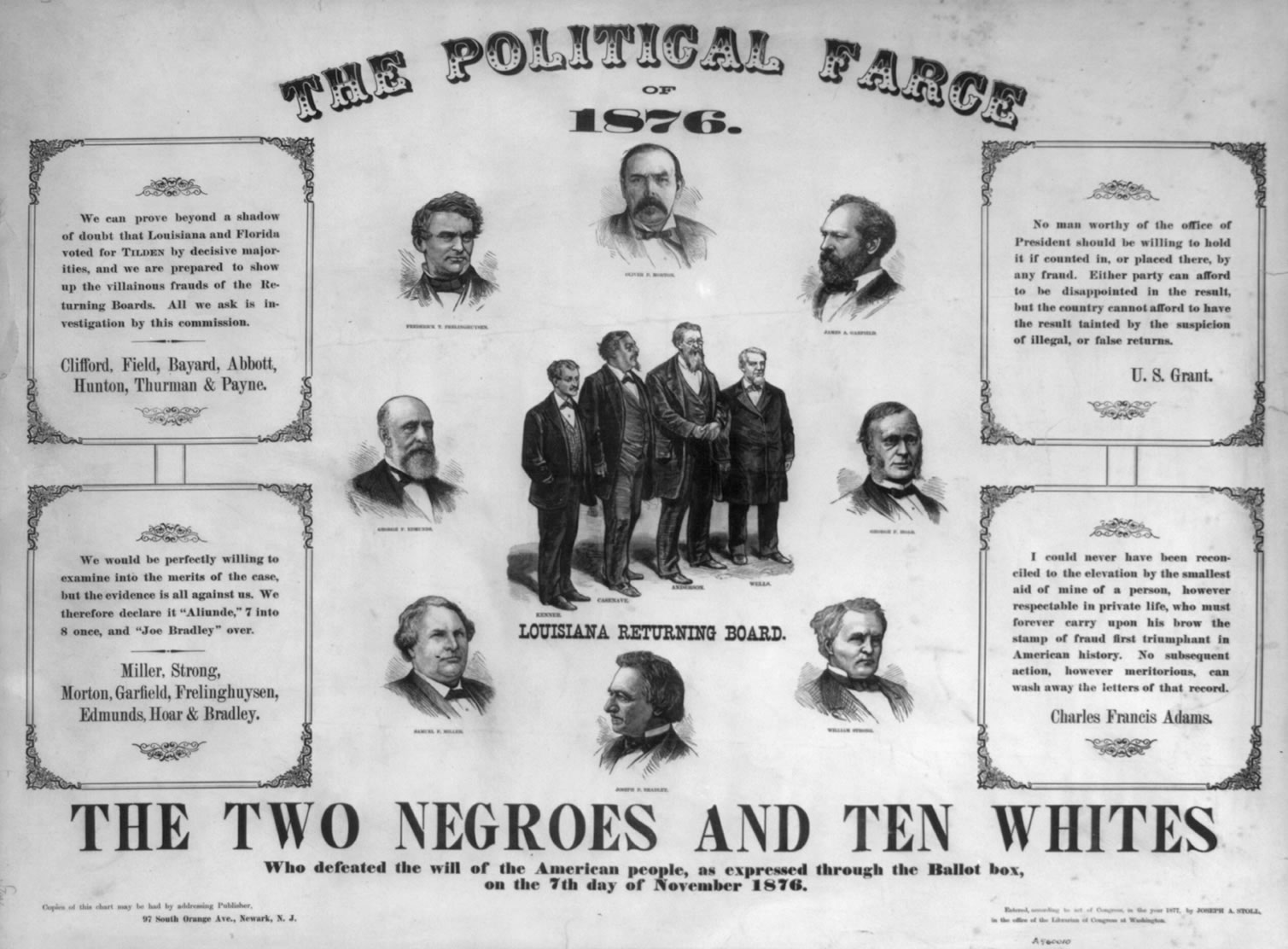
1877年に印刷されたこのポスターに見られるように選挙戦は白熱した。

ティルデンはニューヨーク州の政治マシーンの政治家を告発し、伝説的なボスであるウィリアム・トウィードを刑務所に送り込んだ男であり、ユリシーズ・グラント政権の裏面に対して改革を行う候補者として出馬した。両党ともに公務員改革とレコンストラクションの終了を打ち出した。両陣営共に中傷合戦を行い、民主党は共和党の汚職を、共和党は南北戦争を持ち出して反撃し、この戦術は民主党から「血塗られたシャツを振る」ものだと揶揄された。共和党は「あらゆる民主党員は反逆者ではないが、あらゆる反逆者は民主党員だ」と繰り返し唱えた。
候補者が積極的に大統領の座を求めるのは不適と考えられていたので、ティルデンもヘイズも選挙運動の一部として積極的には遊説せず、運動員に任せ切っていた。

### コロラド州
コロラド州は1876年8月1日に合衆国36番目の州に昇格した。新しい州として大統領選挙戦を組織する十分な時間や金が無く、コロラド州議会が州の選挙人を選んだ。これら選挙人は次々にヘイズと共和党に3票を投じた。

### 選挙人論争
フロリダ州（4票）、ルイジアナ州（8票）およびサウスカロライナ州（7票）はティルデンを支持する開票結果を報告したが、それぞれの州の選挙結果は共和党投票者に対する不正行為と暴力による脅しで彩られていた。論争点の一つは投票用紙のデザインを巡るものだった。当時各党は記名投票で投票者に自分達を支持させるように投票用紙を印刷していた。文字の書けない投票者のために各党は投票用紙に記号を印刷した。しかしこの選挙では多くの民主党の投票用紙には共和党の象徴としてエイブラハム・リンカーンを印刷していた。共和党の支配的な州の選挙委員会は十分な数の民主党票を認めず、その選挙人票をヘイズに与えた。
南部の3州では合衆国に認められた知事が共和党の証明書に署名した。フロリダ州の民主党証明書は州の検事総長と新しい民主党知事が署名していた。ルイジアナ州のものは民主党の知事候補者によるものだった。サウスカロライナ州のものは州の役人によらず、単にティルデンの選挙人が一般選挙で選ばれたと主張し、選挙管理委員会に拒否されていた。
一方、オレゴン州では、一人の選挙人だけが論争になった。全州での結果は明らかにヘイズを支持していたが、州の民主党知事ラファイエット・グロバーは、その選挙人の前郵便局長ジョン・ワッツが「委託された職にある人でありすなわち合衆国の元で利益を得る人であるために、憲法の第2条第1節の不適格者と主張した。グロバーは続いてワッツの代わりに民主党の選挙人を入れ替えた。2人の共和党選挙人はグロバーの行動をはねつけて、それぞれがヘイズに3票と報告したが、民主党の選挙人C・A・クローニンは1票がティルデン、2票がヘイズと報告した。2人の共和党選挙人は州務長官の署名がある証明書を提出した。クローニンと彼の指名した選挙人2人は知事の署名があり州務長官によって証明された証明書を使った。最終的にオレゴン州の3票ともにヘイズに与えられた。
ヘイズは選挙人投票で1票の差で過半数を得た。民主党は不正の叫びをあげた。抑圧された興奮が国中を覆った。ヘイズは決して就任できないというような脅しが囁かれた。グラント大統領は密かにワシントン周辺の軍隊を強化した。
憲法では「上院の議長が上院、下院各議員の出席の前で全ての選挙人証明書を開封し、続いて集計されること」と規定していた。ある共和党員は、集計する権限は上院議長にあり、上院、下院の各議員は単に見ているだけだと主張した。民主党は、共和党の上院議長フェリーは論争のある州の票をヘイズにカウントできるので、この解釈に反対した。民主党は、異論のある票は両院の同意がある場合を除きカウントされるべきではないという1865年以来の慣習を議会は続けるべきだと主張した。下院は民主党が強く、一つの州の票を棄てることでティルデンを選出することができた。
前例の無い憲法の危機に直面して、1877年1月29日、合衆国議会は15人の委員からなる選挙委員会を作り、問題を決着させる法律を通した。両院から5人の委員がそれぞれ選ばれ、最高裁判所の5人の委員と合流した。ウィリアム・M・エバーツが共和党の助言者を務めた。1877年の妥協は民主党にこの選挙委員会も認めさせる力があった可能性がある。
各院の多数党が3名を指名し少数党が2名を指名した。共和党が上院を支配しており、民主党が下院を支配していたので、委員は共和党5名、民主党5名となった。最高裁判所の判事の中で、2名は共和党員、2名は民主党員が選ばれ、5人目はこれら4人が選出した。
判事達はまず政治的に独立なデイビッド・デイビス判事を選んだ。ある歴史家に拠れば、「だれも、おそらくはデイビス自身ですら、どちらの大統領候補を好むか知らなかった」。選挙委員会法案が議会を通過したときに、イリノイ州議会はデイビスを上院議員に選んだ。イリノイ州議会の民主党員は、デイビスに投票したことでその支持を得られたと信じた。しかし、彼らは計算違いをしていた。最高裁判所に留まって選挙委員会で務める代わりに、デイビスは直ぐに上院議員となるために判事を辞任した。残っている判事は全て共和党員だったので、すでに選ばれていた4人は、残りの判事の中で最も偏りのないと考えられるジョセフ・P・ブラドリーを選んだ。この選択が行方を左右するものになった。
就任宣誓式の日が間近に迫っていた。委員会は1月の末日に集まった。フロリダ州、ルイジアナ州、オレゴン州およびサウスカロライナ州の問題は議会から提出された状態の継続であった。著名な助言者が両陣営に現れた。指名された州のどこからも2重の開票結果が出ていた。
委員会は最初に「明らかに」合法な開票結果は振り返らないことを決めた。ブラドリーが他の7人の共和党委員に与し、一連の裁決は8対7という結果になり、論争のあった選挙人票20票全てをヘイズのものとし、ヘイズは選挙人選挙を185対184で制した。3月2日に委員会は閉会し、3日後にヘイズは妨害もなく就任した。
委員会に認められた開票結果では、サウスカロライナ州におけるヘイズの勝利を889票差としており、合衆国の選挙の中でも2番目に接近した結果となった。なお最も接近した結果は2000年アメリカ合衆国大統領選挙のフロリダ州における537票差であった。

### 結果
委員会の裁定結果を反映したものである
| 大統領選の結果                          |                     |            |            |              |                                             |              |
| 大統領候補者 出身州                     | 党                  | 得票数     | 得票率     | 選挙人得票数 | 副大統領候補者 出身州                       | 選挙人得票数 |
| ラザフォード・ヘイズ オハイオ州         | 共和党              | 4,034,311  | 47.9%      | 185          | ウィリアム・A・ウィーラー ニューヨーク州    | 185          |
| サミュエル・ティルデン ニューヨーク州   | 民主党 進歩的共和党 | 4,288,546  | 51.0%      | 184          | トーマス・A・ヘンドリックス インディアナ州  | 184          |
| ピーター・クーパー ニューヨーク州       | グリーンバック党    | 75,973     | 0.9%       | 0            | サミュエル・フェントン・ケアリー オハイオ州 | 0            |
| グリーン・クレイ・スミス ケンタッキー州 | 禁酒党              | 9,737      | 0.3%       | 0            | ギデオン・T・ステュアート オハイオ州        | 0            |
| ジェイムズ・A・ウォーカー イリノイ州    | アメリカ国民党      | 459        | 0.0%       | 0            | ドナルド・カークパトリック ニューヨーク州   | 0            |
| その他                                  | -                   | 4,075      | 0.2%       | 0            | -                                           | 0            |
| 合計                                    | 合計                | 8,413,101  | 100%       | 369          | -                                           | 369          |
| 選出必要数                              | 選出必要数          | 選出必要数 | 選出必要数 | 185          | -                                           | 185          |

### 州ごとの結果
出典: Walter Dean Burnham, Presidential ballots, 1836-1892 (Johns Hopkins University Press, 1955) pp 247–57.
| ティルデン/ヘンドリックスが勝利した州 |
| ヘイズ/ウィーラーが勝利した州         |

|                      |          | サミュエル・ティルデン 民主党 | サミュエル・ティルデン 民主党 | サミュエル・ティルデン 民主党 | ラザフォード・ヘイズ 共和党 | ラザフォード・ヘイズ 共和党 | ラザフォード・ヘイズ 共和党 | ピーター・クーパー グリーンバック党 | ピーター・クーパー グリーンバック党 | ピーター・クーパー グリーンバック党 | グリーン・スミス 禁酒党 | グリーン・スミス 禁酒党 | グリーン・スミス 禁酒党 | 票差    | 票差   | 州計      | 州計 |
| 州                   | 選挙人数 | #                             | %                             | 選挙人数                      | #                           | %                           | 選挙人数                    | #                                   | %                                   | 選挙人数                            | #                       | %                       | 選挙人数                | #       | %      | #         |      |
| -------------------- | -------- | ----------------------------- | ----------------------------- | ----------------------------- | --------------------------- | --------------------------- | --------------------------- | ----------------------------------- | ----------------------------------- | ----------------------------------- | ----------------------- | ----------------------- | ----------------------- | ------- | ------ | --------- | ---- |
| アラバマ州           | 10       | 102,989                       | 59.98                         | 10                            | 68,708                      | 40.02                       | -                           | -                                   | -                                   | -                                   | -                       | -                       | -                       | 34,281  | 19.97  | 171,699   | AL   |
| アーカンソー州       | 6        | 58,086                        | 59.92                         | 6                             | 38,649                      | 39.87                       | -                           | 211                                 | 0.22                                | -                                   | -                       | -                       | -                       | 19,437  | 20.05  | 96,946    | AR   |
| カリフォルニア州     | 6        | 76,460                        | 49.08                         | -                             | 79,258                      | 50.88                       | 6                           | 47                                  | 0.03                                | -                                   | -                       | -                       | -                       | -2,798  | -1.80  | 155,784   | CA   |
| コロラド州*          | 3        |                               |                               |                               |                             |                             | 3                           |                                     |                                     |                                     |                         |                         |                         |         |        |           | CO   |
| コネチカット州       | 6        | 61,927                        | 50.70                         | 6                             | 59,033                      | 48.33                       | -                           | 774                                 | 0.63                                | -                                   | 374                     | 0.31                    | -                       | 2,894   | 2.37   | 122,134   | CT   |
| デラウェア州         | 3        | 13,381                        | 55.45                         | 3                             | 10,752                      | 44.55                       | -                           | -                                   | -                                   | -                                   | -                       | -                       | -                       | 2,629   | 10.89  | 24,133    | DE   |
| フロリダ州           | 4        | 22,927                        | 49.01                         | -                             | 23,849                      | 50.99                       | 4                           | -                                   | -                                   | -                                   | -                       | -                       | -                       | -922    | -1.97  | 46,776    | FL   |
| ジョージア州         | 11       | 130,157                       | 72.03                         | 11                            | 50,533                      | 27.97                       | -                           | -                                   | -                                   | -                                   | -                       | -                       | -                       | 79,624  | 44.07  | 180,690   | GA   |
| イリノイ州           | 21       | 258,611                       | 46.66                         | -                             | 278,232                     | 50.20                       | 21                          | 17,207                              | 3.10                                | -                                   | -                       | -                       | -                       | -19,621 | -3.54  | 554,227   | IL   |
| インディアナ州       | 15       | 213,526                       | 48.65                         | 15                            | 208,011                     | 47.39                       | -                           | 17,233                              | 3.93                                | -                                   | 141                     | 0.03                    | -                       | 5,515   | 1.26   | 438,911   | IN   |
| アイオワ州           | 11       | 112,121                       | 38.28                         | -                             | 171,326                     | 58.50                       | 11                          | 9,431                               | 3.22                                | -                                   | -                       | -                       | -                       | -59,205 | -20.21 | 292,878   | IA   |
| カンザス州           | 5        | 37,902                        | 30.53                         | -                             | 78,324                      | 63.10                       | 5                           | 7,770                               | 6.26                                | -                                   | 110                     | 0.09                    | -                       | -40,422 | -32.56 | 124,134   | KS   |
| ケンタッキー州       | 12       | 160,060                       | 61.41                         | 12                            | 97,568                      | 37.44                       | -                           | -                                   | -                                   | -                                   | -                       | -                       | -                       | 62,492  | 23.98  | 260,626   | KY   |
| ルイジアナ州         | 8        | 70,508                        | 48.35                         | -                             | 75,315                      | 51.65                       | 8                           | -                                   | -                                   | -                                   | -                       | -                       | -                       | -4,807  | -3.30  | 145,823   | LA   |
| メイン州             | 7        | 49,917                        | 42.65                         | -                             | 66,300                      | 56.64                       | 7                           | -                                   | -                                   | -                                   | -                       | -                       | -                       | -16,383 | -14.00 | 117,045   | ME   |
| メリーランド州       | 8        | 91,779                        | 56.05                         | 8                             | 71,980                      | 43.95                       | -                           | -                                   | -                                   | -                                   | -                       | -                       | -                       | 19,799  | 12.09  | 163,759   | MD   |
| マサチューセッツ州   | 13       | 108,777                       | 41.90                         | -                             | 150,064                     | 57.80                       | 13                          | -                                   | -                                   | -                                   | -                       | -                       | -                       | -41,287 | -15.90 | 259,620   | MA   |
| ミシガン州           | 11       | 141,685                       | 44.49                         | -                             | 166,901                     | 52.41                       | 11                          | 9,023                               | 2.83                                | -                                   | 766                     | 0.24                    | -                       | -25,216 | -7.92  | 318,450   | MI   |
| ミネソタ州           | 5        | 48,587                        | 39.16                         | -                             | 72,955                      | 58.80                       | 5                           | 2,389                               | 1.93                                | -                                   | 144                     | 0.12                    | -                       | -24,368 | -19.64 | 124,075   | MN   |
| ミシシッピ州         | 8        | 112,173                       | 68.08                         | 8                             | 52,603                      | 31.92                       | -                           | -                                   | -                                   | -                                   | -                       | -                       | -                       | 59,570  | 36.15  | 164,776   | MS   |
| ミズーリ州           | 15       | 202,086                       | 57.64                         | 15                            | 145,027                     | 41.36                       | -                           | 3,497                               | 1.00                                | -                                   | -                       | -                       | -                       | 57,059  | 16.27  | 350,610   | MO   |
| ネブラスカ州         | 3        | 17,413                        | 35.30                         | -                             | 31,915                      | 64.70                       | 3                           | -                                   | -                                   | -                                   | -                       | -                       | -                       | -14,502 | -29.40 | 49,328    | NE   |
| ネバダ州             | 3        | 9,308                         | 47.27                         | -                             | 10,383                      | 52.73                       | 3                           | -                                   | -                                   | -                                   | -                       | -                       | -                       | -1,075  | -5.46  | 19,691    | NV   |
| ニューハンプシャー州 | 5        | 38,510                        | 48.05                         | -                             | 41,540                      | 51.83                       | 5                           | -                                   | -                                   | -                                   | -                       | -                       | -                       | -3,030  | -3.78  | 80,141    | NH   |
| ニュージャージー州   | 9        | 115,962                       | 52.66                         | 9                             | 103,517                     | 47.01                       | -                           | 714                                 | 0.32                                | -                                   | -                       | -                       | -                       | 12,445  | 5.65   | 220,193   | NJ   |
| ニューヨーク州       | 35       | 521,949                       | 51.40                         | 35                            | 489,207                     | 48.17                       | -                           | 1,978                               | 0.19                                | -                                   | 2,369                   | 0.23                    | -                       | 32,742  | 3.22   | 1,015,503 | NY   |
| ノースカロライナ州   | 10       | 125,427                       | 53.62                         | 10                            | 108,484                     | 46.38                       | -                           | -                                   | -                                   | -                                   | -                       | -                       | -                       | 16,943  | 7.24   | 233,911   | NC   |
| オハイオ州           | 22       | 323,182                       | 49.07                         | -                             | 330,698                     | 50.21                       | 22                          | 3,057                               | 0.46                                | -                                   | 1,636                   | 0.25                    | -                       | -7,516  | -1.14  | 658,649   | OH   |
| オレゴン州           | 3        | 14,157                        | 47.38                         | -                             | 15,214                      | 50.92                       | 3                           | 510                                 | 1.71                                | -                                   | -                       | -                       | -                       | -1,057  | -3.54  | 29,881    | OR   |
| ペンシルベニア州     | 29       | 366,204                       | 48.25                         | -                             | 384,184                     | 50.62                       | 29                          | 7,204                               | 0.95                                | -                                   | 1,318                   | 0.17                    | -                       | -17,980 | -2.37  | 758,993   | PA   |
| ロードアイランド州   | 4        | 10,712                        | 40.23                         | -                             | 15,787                      | 59.29                       | 4                           | 68                                  | 0.26                                | -                                   | 60                      | 0.23                    | -                       | -5,075  | -19.06 | 26,627    | RI   |
| サウスカロライナ州   | 7        | 90,897                        | 49.76                         | -                             | 91,786                      | 50.24                       | 7                           | -                                   | -                                   | -                                   | -                       | -                       | -                       | -889    | -0.49  | 182,683   | SC   |
| テネシー州           | 12       | 133,177                       | 59.79                         | 12                            | 89,566                      | 40.21                       | -                           | -                                   | -                                   | -                                   | -                       | -                       | -                       | 43,611  | 19.58  | 222,743   | TN   |
| テキサス州           | 8        | 104,755                       | 70.04                         | 8                             | 44,800                      | 29.96                       | -                           | -                                   | -                                   | -                                   | -                       | -                       | -                       | 59,955  | 40.09  | 149,555   | TX   |
| バーモント州         | 5        | 20,254                        | 31.38                         | -                             | 44,091                      | 68.30                       | 5                           | -                                   | -                                   | -                                   | -                       | -                       | -                       | -23,837 | -36.93 | 64,553    | VT   |
| バージニア州         | 11       | 140,770                       | 59.58                         | 11                            | 95,518                      | 40.42                       | -                           | -                                   | -                                   | -                                   | -                       | -                       | -                       | 45,252  | 19.15  | 236,288   | VA   |
| ウェストバージニア州 | 5        | 56,546                        | 56.75                         | 5                             | 41,997                      | 42.15                       | -                           | 1,104                               | 1.11                                | -                                   | -                       | -                       | -                       | 14,549  | 14.60  | 99,647    | WV   |
| ウィスコンシン州     | 10       | 123,926                       | 48.19                         | -                             | 130,067                     | 50.57                       | 10                          | 1,509                               | 0.59                                | -                                   | 27                      | 0.01                    | -                       | -6,141  | -2.39  | 257,177   | WI   |
| 合計:                | 369      | 4,286,808                     | 50.92                         | 184                           | 4,034,142                   | 47.92                       | 185                         | 83,726                              | 0.99                                | -                                   | 6,945                   | 0.08                    | -                       | 252,666 | 3.00   | 8,418,659 | US   |

### 接戦だった州
青字は民主党、赤字は共和党が勝利したことを示す。
得票率差5%未満 (選挙人数171):
1. サウスカロライナ州, 0.49%
2. オハイオ州, 1.14%
3. インディアナ州, 1.26%
4. カリフォルニア州, 1.80%
5. フロリダ州, 1.97%
6. ペンシルベニア州, 2.37%
7. コネチカット州, 2.37%
8. ウィスコンシン州, 2.39%
9. ニューヨーク州, 3.22%
10. ルイジアナ州, 3.30%
11. オレゴン州, 3.54%
12. イリノイ州, 3.54%
13. ニューハンプシャー州, 3.78%

得票率差5%以上10%未満 (選挙人数33):
1. ネバダ州, 5.46%
2. ニュージャージー州, 5.65%
3. ノースカロライナ州, 7.24%
4. ミシガン州, 7.92%

### 一次史料
- Democratic National Committee (1876). The Campaign Text Book: Why the People Want a Change. The Republican Party Reviewed…